# Ant-Man (soundtrack)
Ant-Man (Original Motion Picture Soundtrack) is de originele soundtrack voor de Marvel Studios-film Ant-Man, gecomponeerd door Christophe Beck. Het album werd digitaal uitgebracht op 17 juli 2015 en in fysieke vorm op 7 augustus 2015 door Hollywood Records.
De muziek werd opgenomen in de Abbey Road Studios en uitgevoerd door de London Chamber Orchestra. Een extra nummer, "Plainsong" van The Cure, komt voor in de film, maar stond niet op het album. Siri speelt het nummer terwijl Yellowjacket en Ant-Man tegen het einde van de film in een koffertje vechten.

## Tracklijst
Alle muziek is geschreven door Christophe Beck, tenzij anders aangegeven.
| Nr. | Titel | Artiest(en)     | Duur |
| --- | --- | --------------- | ---- |
| 1.  | Theme from Ant-Man |                 | 2:46 |
| 2.  | Honey, I Shrunk Myself |                 | 2:29 |
| 3.  | Escape from Jail |                 | 1:51 |
| 4.  | Ant 247 |                 | 1:13 |
| 5.  | Paraponera Clavata |                 | 1:24 |
| 6.  | San Francisco, 1987 |                 | 2:37 |
| 7.  | I'll Call Him Antony |                 | 2:50 |
| 8.  | Tiny Telepathy |                 | 2:02 |
| 9.  | First Mission (bevat The Avengers thema van Alan Silvestri en het Falcon's thema uit Captain America: The Winter Soldier van Henry Jackman) |                 | 3:23 |
| 10. | Signal Decoy |                 | 0:51 |
| 11. | Old Man Have Safe |                 | 2:25 |
| 12. | Pym's Lab |                 | 1:26 |
| 13. | Antfiltration |                 | 1:20 |
| 14. | Your Mom Died a Hero |                 | 2:03 |
| 15. | Scott Surfs on Ants |                 | 1:11 |
| 16. | The Water Main |                 | 1:14 |
| 17. | CrossTech Break-In |                 | 1:47 |
| 18. | Into the Hornet's Nest |                 | 3:00 |
| 19. | Become the Hero |                 | 1:52 |
| 20. | Insecticide |                 | 2:51 |
| 21. | A Center for Ants! |                 | 1:15 |
| 22. | Cross Gets Cross |                 | 1:52 |
| 23. | Fight of the Bumblebee |                 | 1:44 |
| 24. | Ants on a Train |                 | 1:43 |
| 25. | Small Sacrifice |                 | 3:36 |
| 26. | About Damn Time |                 | 0:39 |
| 27. | Tales to Astonish! |                 | 1:47 |
| 28. | Borombon | Camilo Azuquita | 2:49 |
| 29. | Escape | Roy Ayers       | 2:14 |
| 30. | I'm Ready | Commodores      | 3:20 |
| 31. | Pink Gorilla | HLM             | 3:46 |